# Kartotekowa baza danych
Kartotekowa baza danych (lub prosta baza danych) – baza danych złożona z jednej tablicy, która zawiera identyczną strukturę pól. Każda tablica danych jest samodzielnym dokumentem i nie może współpracować z innymi tablicami, w przeciwieństwie do relacyjnej bazy danych.
Przykładami kartotekowej bazy danych są spisy danych osobowych czy spisy książek lub płyt. Poniższa baza składa się z jednej tabeli zawierającej 3 rekordy, z których każdy ma 4 pola.
| Nazwisko   | Imię   | Miejscowość | E-mail                               |
| ---------- | ------ | ----------- | ------------------------------------ |
| Kowalski   | Jan    | Warszawa    | jan.kowalski_warszawa@example.com    |
| Wiśniewska | Anna   | Kraków      | anna.wisniewska_kraków@example.com   |
| Zieliński  | Henryk | Wrocław     | henryk.zielinski_wrocław@example.com |

Dane w kartotekowych bazach danych można sortować, przeszukiwać, stosować w nich filtry ograniczające zakres wyświetlanych informacji.
Kartotekowe bazy danych można tworzyć w dowolnym programie zarządzającym bazami danych czy w arkuszach kalkulacyjnych, a nawet w prostych edytorach tekstów (pliki z wartościami oddzielanymi przecinkami – CSV, lub tabulatorami – TSV). Specjalne programy do tworzenia tego rodzaju baz są też dołączane do pakietów zintegrowanych, jak Microsoft Works. Użytkownik może w nich utworzyć nie tylko samą bazę, czyli tabele z danymi, ale i graficzny interfejs użytkownika, definiując położenie pól i dołączając rozmaite elementy uboczne powtarzające się przy przeglądaniu rekordów, jak np. grafikę.